# Енгри Самоанс
„Енгри Самоанс“ (на английски: Angry Samoans – „Разгневени самоанци“) е ранна американска пънк група от Лос Анджелис, щата Калифорния. Първоначално се казва ВОМ; основана е през 1976 г.

## Дискография
„ВОМ“
- Live At Surf City (На живо в Сърфиския град) – EP (1978) White Noise Records

„Енгри Самоанс“
- Inside My Brain (В мозъка ми) (1980)
- Back from Samoa (Връщане от Самоа) (1982)
- Yesterday Started Tomorrow (Вчера започна утре) (1986)
- STP Not LSD (1988)
- Return to Samoa (Връщане в Самоа) (1990)
- Live at Rhino Records (На живо в Райно Рекърдс) (1992)
- The Unboxed Set (1995)
- The '90s Suck And So Do You (90-те са скапани както и ти) (1999)
- Fuck The War (Еби войната) EP (2006)